# Valbanera
Il Valbanera era un piroscafo spagnolo varato nel 1906 e affondato nel 1919 al largo delle coste cubane durante un uragano. Nel naufragio perirono tutte e 488 le persone a bordo. Si tratta della peggior tragedia navale che ha colpito la marina mercantile spagnola in tempo di pace.

## Storia
Fu costruito nei cantieri navali Charles Connell and Company di Scotstoun, in Scozia, e consegnato alla compagnia spagnola Naviera Pinillos. Fu intitolato alla Vergine di Valvanera, un noto santuario nella regione de La Rioja; tuttavia al momento della registrazione qualcuno commise un errore ed il piroscafo venne chiamato Valbanera. Il Valbanera fu destinato inizialmente alle rotte per il Brasile, l'Uruguay e l'Argentina, mentre successivamente venne spostato sulle tratte per le Antille e il golfo del Messico.
Il 10 agosto 1919 il Valbanera, attivo sulla rotta tra la Spagna e le Antille, salpò da Barcellona sotto il comando del capitano Ramón Martín Cordero. Dopo aver effettuato scalo a Santa Cruz de Tenerife, nelle Canarie, risultavano imbarcati 1142 passeggeri, 88 membri dell'equipaggio e un carico merci. 
Il 5 settembre successivo la nave raggiunse Santiago di Cuba dove sbarcarono 742 passeggeri, sebbene parte di loro avesse originariamente prenotato un viaggio sino a L'Avana. Due giorni dopo il Valbanera salpò alla volta della capitale cubana sulla quale stava per sopraggiungere un violento uragano con venti che soffiavano tra 100 ed i 120 km/h. Pur sapendo ciò il capitano decise di partire lo stesso sperando di entrare in porto a L'Avana prima dell'arrivo della tempesta. Il 9 settembre la nave tentò l'ingresso nel porto della capitale cubana, ma le autorità locali avevano chiuso l'accesso allo scalo per le difficili condizioni climatiche. Si ritiene che il giorno seguente la nave sia affondata a causa della forza dell'uragano. 
Il 13 settembre le autorità cubane avvisarono la base della marina statunitense di Key West del probabile naufragio del Valbanera. Dopo giorni di ricerche, il 16 settembre un cacciasommergibili statunitense segnalò la presenza di un grosso relitto presso Rebecca Shoal, a 72 km ad ovest di Key West. Tre giorni dopo il cutter Tuscarora ed il cacciasommergibili 203 individuarono una nave affondata a 9,7 km ad est di Rebecca Shoal. Sul relitto si poté leggere il nome Valbanera. Nella nave e nelle acque circostanti non fu ritrovato nessun cadavere. Tra le 488 vittime circa l'80% erano emigranti delle Canarie diretti a Cuba in cerca di un futuro migliore.